# Ліндблад (місячний кратер)
Кра́тер Лі́ндблад (лат. Lindblad) — великий стародавній метеоритний кратер у північній приполярній частині зворотного боку Місяця. Назву присвоєно на честь шведського астронома Бертіла Ліндблада (1895—1965) і затверджено Міжнародним астрономічним союзом у 1970 році. Утворення кратера відбулося у нектарському періоді.

## Опис кратера
Найближчими сусідами кратера є кратери Ньєпс й Меррілл на заході північному заході; кратер Бріаншон на північному сході; кратер Кремона на південному сході і кратер Нетер на заході південному заході. Селенографічні координати центру кратера 70°02′ пн. ш. 99°13′ зх. д. / 70.03° пн. ш. 99.22° зх. д., діаметр 59,4 км, глибина 2,7 км.
Кратер Ліндблад має циркулярну форму й зазнав значних руйнувань. Вал згладжений і перекритий безліччю маленьких кратерів, східна частина валу перекрита сателітним кратером Ліндблад F (див. нижче), внутрішній схил гладкий. Висота валу над навколишньою місцевістю сягає 1260 м, об'єм кратера становить близько 3800 км³. Дно чаші є відносно рівним, у північно-східній частині знаходяться залишки невеликого кратера, у південній частині розташовується група дрібних кратерів.

## Сателітні кратери
| Ліндблад | Координати                                                  | Діаметр, км |
| -------- | ----------------------------------------------------------- | ----------- |
| F        | 70°06′ пн. ш. 94°25′ зх. д. / 70.1° пн. ш. 94.42° зх. д.    | 43,6        |
| S        | 69°27′ пн. ш. 105°43′ зх. д. / 69.45° пн. ш. 105.72° зх. д. | 25,8        |
| Y        | 72°43′ пн. ш. 101°09′ зх. д. / 72.72° пн. ш. 101.15° зх. д. | 27,6        |

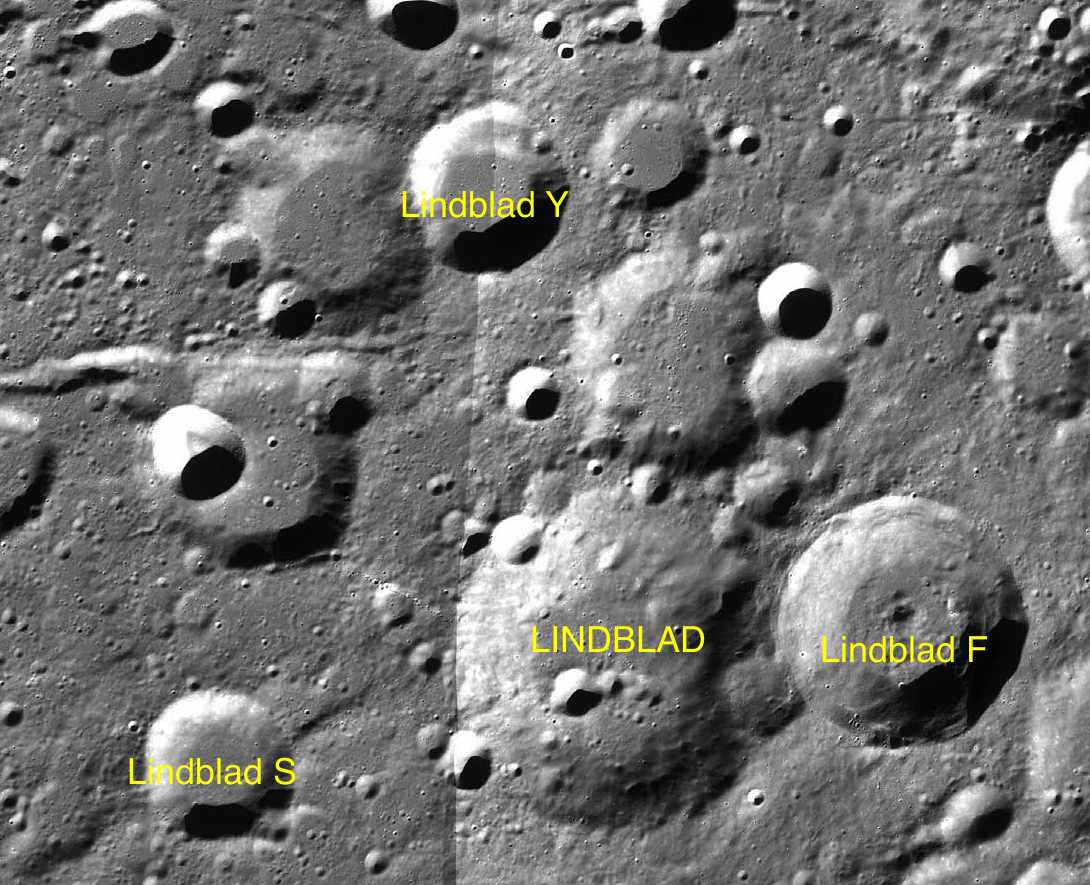
Фрагмент мапи LAC-9.

- Утворення сателітного кратера Ліндблад F відбулося у пізньоімбрійському періоді[1].